# An Hóa
An Hóa là một xã thuộc huyện Châu Thành, tỉnh Bến Tre, Việt Nam.

## Địa lý
Xã An Hóa có vị trí địa lý:
- Phía đông giáp huyện Bình Đại với ranh giới là kênh Giao Hòa
- Phía tây giáp xã An Phước
- Phía nam giáp xã Phước Thạnh với ranh giới là sông Ba Lai
- Phía bắc giáp xã Giao Long.

Xã có diện tích 3,98 km², dân số năm 2020 là 4.200 người, mật độ dân số đạt 1.055 người/km².

## Hành chính
Xã An Hóa được chia thành 4 ấp: An Hòa, An Hòa Thạnh, An Nghĩa, Châu Thành.